# ポケモンアートアカデミー
『ポケモンアートアカデミー』（Pokémon Art Academy）は、2014年6月19日に発売されたニンテンドー3DS専用ゲームソフト。

## 内容
ポケットモンスターシリーズでは初となるペイントソフトである。内容はタイトルの通りポケモンを通じて絵の書き方を学べるというもの。
ビギナーコース・アドバンスコース・マスターコースという3つのコース、全40種類以上のレッスンが存在し、プレイヤーの技量に合わせたレッスンが受けられる。イラストはSDカードに保存される。
見本ポケモンは100種類以上。追加配布も行われている。
ポケモンゲット☆TVとの連動企画として、イラストコンテストも行われている。コンテスト結果は番組内で発表となる。受賞作品は東京・台東区の「上野の森美術館ギャラリー」に展示された。